# Valvoline 200 1992
Valvoline 200 1992 var ett race som var den andra deltävlingen i PPG IndyCar World Series 1992. Racet kördes den 5 april på Phoenix International Raceway. Bobby Rahal gick upp i mästerskapsledning, genom att vinna för sitt egenägda team Rahal-Hogan Racing i bara dess andra tävling. Eddie Cheever blev tvåa, före Penskeduon Emerson Fittipaldi och Paul Tracy.

## Slutresultat
| Plats | Förare                | Team                     | Grid | Kvaltid |
| ----- | --------------------- | ------------------------ | ---- | ------- |
| 1     | Bobby Rahal           | Rahal-Hogan Racing       | 2    | 20,977  |
| 2     | Eddie Cheever         | Chip Ganassi Racing      | 14   | 21,974  |
| 3     | Emerson Fittipaldi    | Marlboro Team Penske     | 4    | 21,389  |
| 4     | Paul Tracy            | Penske Racing            | 6    | 21,520  |
| 5     | Al Unser Jr.          | Galles-Kraco Racing      | 11   | 21,606  |
| 6     | John Andretti         | Hall/VDS Racing          | 5    | 21,428  |
| 7     | Scott Pruett          | Truesports Co.           | 12   | 21,787  |
| 8     | Rick Mears            | Marlboro Team Penske     | 8    | 21,547  |
| 9     | Scott Brayton         | Dick Simon Racing        | 10   | 21,569  |
| 10    | Michael Andretti      | Newman/Haas Racing       | 1    | 20,925  |
| 11    | Tony Bettenhausen Jr. | Bettenhausen Motorsports | 15   | 22,318  |
| 12    | Danny Sullivan        | Galles-Kraco Racing      | 7    | 21,536  |
| 13    | Eric Bachelart        | Dale Coyne Racing        | 19   | 23,980  |
| 14    | Buddy Lazier          | Leader Cards Racing      | 17   | 22,883  |
| 15    | Jimmy Vasser          | Hayhoe-Cole Racing       | 13   | 21,968  |
| 16    | Hiro Matsushita       | Dick Simon Racing        | 16   | 22,427  |
| 17    | Mario Andretti        | Newman/Haas Racing       | 3    | 21,085  |
| 18    | Scott Goodyear        | Walker Racing            | 9    | 21,553  |
| 19    | Jovy Marcelo          | Euromotorsport           | 20   | 24,072  |
| 20    | Fabrizio Barbazza     | Arciero Racing           | 18   | 23,174  |
| 21    | Dennis Vitolo         | Dale Coyne Racing        | 21   | -       |
| 22    | George Snider         | A.J. Foyt Enterprises    | 22   |         |